# Федеральная полиция (Мексика)
Федеральная полиция (исп. Policía Federal, сокращённо PF) — федеральные полицейские силы Мексики, существовавшие в 1998—2019 годах. 

## История
Федеральная полиция была создана по указанию Секретариата общественной безопасности в 1998 году путём слияния других полицейских агентств (дорожной полиции, финансовой полиции, бригады военной полиции и соединения разведки МВД) для лучшего взаимодействия для борьбы против растущей угрозы наркокартелей. Как правило, сотрудники Федеральной полиции были хорошо вооружены и носили синий или чёрный камуфляж.
14 ноября 2007 года было создано Американское полицейское сообщество (участником которого стала полиция Мексики).
Окончательную структуру Федеральная полиция приобрела в 2009 году после упразднения Федеральной превентивной полиции, существовавшей в 1999—2009 годах.
1 октября 2019 года вошла в состав новообразованной Национальной гвардии.